# Annikki Tähti
Airi Annikki Tähti (5 de diciembre de 1929, en Helsinki, Finlandia — 19 de junio de 2017, en Vantaa) es una popular cantante finesa. Debutó en 1952. La discografía de Annikki Tähti es extensa y variada, incluye piezas de jazz, bolero, música rusa y tango. En 1961 grabó un LP junto a Olavi Virta, llamado "El rey del tango", el cantante finés más exitoso de su generación. Participó en la película El hombre sin pasado (2002), de Aki Kaurismäki, donde interpreta uno de sus mayores éxitos, Muistatko Monrepos'n. En 2003, se hizo un documental sobre su vida, Balladi Annikki Tähdestä. Actualmente reside en la ciudad de Vantaa.

## Discografía
- Onnen sävel (1953)
- Itke sydämeni (1954)
- Muistatko Monrepos'n / Pieni sydän (1955)
- Balladi Olavinlinnasta (1956)
- Kuiskaten (1956)
- Annikki Tähti (1957)
- Budapestin yössä (1958)
- Annikki Tähti ja Olavi Virta: Laula kanssamme (1961)
- Pieni sydän (1963)
- Annikki Tähti & Lasse Kuusela: Laitakaupungin lapset (1978)
- Sörkän ruusu (1978)
- Kaunis on maa (1983)
- Unohtumattomat (1993)
- Muistojen tie - 40 vuotta taiteilijauraa (1993)
- 20 suosikkia - Muistatko Monrepos'n (1997)
- Musiikin mestareita - Kaikki ikivihreät (2003)
- 50 vuotta tähtenä Suomessa (2003)